# Пушкар Микола Антонович
Микола Антонович Пушкар (* 30 жовтня 1894, Головчинці, Заліщицький район, Тернопільська область — 15 вересня 1989, Львів) — український мовознавець.
Доцент Львівського університету.
Дослідник новіших фонетичних змін в українській мові («Наймолодша паляталізація приголосних в українській мові», В. 1932) і чеської мови.